# Fagligt Fælles Forbund
Fagligt Fælles Forbund eller 3F, er et dansk fagforbund, der organiserer både ufaglærte og erhvervsuddannede lønmodtagere.
Foruden fagforeningsarbejdet drives a-kassen 3FA. Desuden udgiver fagforbundet hver måned Fagbladet 3F, der er Danmarks største fagblad med et oplag på over to millioner årligt.
3F kalder sig Danmarks stærkeste fagforening. Forbundet forhandler overenskomster, fører faglige sager, samt yder rådgivning og vejledning. 3F havde ca. 265.000 medlemmer i 2021. Således er 3F det fagforbund i Danmark, der har flest medlemmer.[kilde mangler] I alt forhandler 3F 146 hovedoverenskomster og 12.748 lokal- og tiltrædelsesoverenskomster. Omtrent 12 pct. af medlemmerne har en anden etnisk herkomst end dansk.[kilde mangler] Den største grupper med indvandrerbaggrund er fra Tyrkiet.

## Brancher
Medlemmerne er organiseret i følgende seks hovedområder:

### Industrigruppen
- Gruppen omfatter industrivirksomheder inden for metal, træ, proces, energi, plast, beklædning og tekstil, fiskefabrikker, elektronik og emballage. Desuden bagageekspedition i lufthavne, ølkuske, porcelænsmalere, samt postarbejdere og postbude.
- Formand er Mads Andersen, og gruppen har ca. 90.000 medlemmer.[kilde mangler]

### Transportgruppen
- Gruppen omfatter chauffører, skraldemænd, kranførere, lagerarbejdere, reddere, havnearbejdere, fiskere, sømænd, bude og ansatte på vaskerier.
- Formand er Jan Villadsen, og gruppen har ca. 50.000 medlemmer.[kilde mangler]

### Den Offentlige Gruppe
- Gruppen omfatter ansatte i staten, regioner eller kommuner – bl.a. omsorgsmedhjælpere, rengøringsassistenter, serviceassistenter, kirkegårdsansatte, forsvarsarbejdere, pedeller, pedelmedhjælpere og specialarbejdere.
- Formand er Lydia Callesen, og gruppen har ca. 34.000 medlemmer.[kilde mangler]

### Byggegruppen
- Gruppen omfatter håndværkere såsom tømrere, snedkere, struktører, murere, murerarbejdsmænd, tagdækkere, brolæggere, stukkatører, stenhuggere, isoleringsarbejdere, asfaltarbejdere og industrilakerere.
- Formand er Claus von Elling, og gruppen har ca. 58.000 medlemmer.[kilde mangler]

### Den Grønne Gruppe
- Gruppen omfatter gartnerier, planteskoler, ansatte i skovene, på mejerier, på minkfodercentraler, inden for fiskeopdræt mv.
- Gruppeformanden er Peter Kaae Holm, og gruppen har ca. 12.000 medlemmer.[kilde mangler]

### Privat, Service, Hotel & Restauration
- Gruppen omfatter hotel- og restaurationsbranchen med især kokke, tjenere, smørrebrødsjomfruer, receptionister, opvaskere og stuepiger.
- Formand er Tina Møller Madsen, og gruppen har ca. 30.000 medlemmer.[kilde mangler]

## Historie
3F blev etableret d. 1. januar 2005 ved en fusion af Specialarbejderforbundet i Danmark (SiD) og Kvindeligt Arbejderforbund (KAD); Siden er andre fagforeninger blevet dele af 3F:
- Restaurationsbranchens Forbund[9] d. 1. juli 2006
- Forbundet Træ-Industri-Byg i Danmark (forkortet: TIB)[11] d. 1. januar 2011

### 3F blev kendt for sine adskillige bidrag til flere valgkampe
- I 2007 lancerede 3F[12] kampagnen ”Rige børn leger bedst”,[13] som var en protest over ulighed[14] og ulige muligheder.
- I starten af 2010'erne gjorde 3F sig bemærket, da 3F's kongres i 2010 bevilgede 5 mio. kr. til at støtte oppositionen til den siddende regering. Hensigten var at styrke Helle Thorning-Schmidt (S) og Villy Søvndal (SF) og de to partilederes muligheder for at kunne danne regering efter Folketingsvalget 2011. Dette skulle blandt andet ske ved at lade frivillige besøge potentielle vælgere på disses bopæle og diskutere politik dér. Denne metode er især inspireret af den måde, som Barack Obama førte sin valgkamp på.[15]
- Ved folketingsvalget i 2011 lancerede 3F en kampagne[16] imod Dansk Folkeparti[17] med overskriften "Tyve om natten".[18]
- Endnu en kampagne,[19] SKÆVT-kampagnen,[20] fandt ifølge Fagbladet 3F sted i 2011.[21]

#### Presseomtale
- I 2012 var fagforeningen involveret i en meget[22][23] omtalt[24] blokade af Restaurant Vejlegården;[25] ifølge Fagbladet 3F var der en tvist “mellem Restaurant Vejlegården og 3F”.[26] Tvisten endte med, at restauranten indgik overenskomst med 3F.[27]
- I 2013 mødte 3F's blokadevagter op foran et hus i Nykøbing Falster, fordi husejeren havde hyret et polsk firma; 3F og husejeren var enige om, at husejeren ikke havde gjort noget ulovligt.[28]
- I 2019 forsøgte 3F[29] at få et nyt medlem i Københavns Lufthavn ved at anvende "jungleloven";[30] flere medier[31] bragte historien og afspillede en lydfil som bevis[32] på bøllemetoder.[33][34]
- I 2019 kritiserede en nordjysk vognmand 3F for at anvende bøllemetoder,[35] fordi 3F ikke var tilfreds med, at vognmanden havde indgået overenskomst med Krifa.[36]

### Medlemstal
| År   | Antal medlemmer |
| ---- | --------------- |
| 2014 | 309.000         |
| 2015 | 265.156         |
| 2016 | 258.795         |
| 2017 | 249.197         |
| 2018 | 243.165         |

Farvel til hvert 5. medlem
Ifølge tabellen mistede 3F flere end 65.500 medlemmer i perioden 2014 - 2018, hvilket svarer til en tilbagegang på mere end 20 pct.

### Hovedorganisation
Tidligere var 3F medlem af LO. Siden d. 1. januar 2019 har 3F været medlem af FH, hvis etablering 3F’s hovedbestyrelse støttede ifølge Fagbladet 3F.

### Listen af forbundsformænd
1. Poul Erik Skov Christensen (2005 - 2013)[41]
2. Per Christensen (2013 - 2022)[42][43]
3. Tina Christensen (konstitueret) (27. januar 2022 - 8. april 2022)
4. Henning Overgaard (2022 - nu)[44]

## Kursuscentre
- Langsøhus
- Smålandshavet